# San Sebastián (Morcín)
San Sebastián es una parroquia del concejo asturiano de Morcín. Comprende las entidades de Busloñe, La Caleya, La Carbayosa, Cardeo, La Enseca, La Melandrera, Mellampo, El Pumar, El Tixu, La Vara, El Pereo, El Coz, La Cruz, Pandoto, Molín de la Ponte, El Furecu y Solescuestes. Cuenta con una población de 180 habitantes (INE, 2008).